# Greenbelt
Greenbelt és una població al Comtat de Prince George's a l'estat de Maryland. Segons el cens del 2000 tenia 21.456 habitants.

## Demografia
Segons el cens del 2000 Greenbelt tenia 21.456 habitants, 9.368 habitatges, i 4.965 famílies. La densitat de població era de 1.385,3 habitants/km².
Dels 9.368 habitatges en un 26,9% hi vivien nens de menys de 18 anys, en un 33,1% hi vivien parelles casades, en un 15% dones solteres, i en un 47% no eren unitats familiars. En el 35% dels habitatges hi vivien persones soles el 5,8% de les quals corresponia a persones de 65 anys o més que vivien soles. El nombre mitjà de persones vivint en cada habitatge era de 2,29 i el nombre mitjà de persones que vivien en cada família era de 3.
Per edats la població es repartia de la següent manera: un 21,9% tenia menys de 18 anys, un 12,5% entre 18 i 24, un 39,1% entre 25 i 44, un 19,8% de 45 a 60 i un 6,7% 65 anys o més.
L'edat mediana era de 32 anys. Per cada 100 dones de 18 o més anys hi havia 88,2 homes.
La renda mediana per habitatge era de 46.328$ i la renda mediana per família de 55.671$. Els homes tenien una renda mediana de 39.133$ mentre que les dones 35.885$. La renda per capita de la població era de 25.236$. Entorn del 6% de les famílies i el 10,2% de la població estaven per davall del llindar de pobresa.

## Poblacions més properes
El següent diagrama mostra les poblacions més properes.